# Hot Night Crash
"Hot Night Crash" är en rocklåt komponerad av Maria Andersson och Josephine Forsman med text av Andersson. Låten spelades in av Sahara Hotnights 2004 och utgör andra spår på gruppens tredje studioalbum Kiss & Tell. Den utkom även som första singel från detta album den 12 maj 2004.
Som B-sida valdes den tidigare outgivna låten "Model A", komponerad av Andersson och Forsman med text av Andersson. Singeln producerades av Johan Gustavsson och Pelle Gunnerfeldt och spelades in i Gunnerfeldts Studio Gröndahl, belägen i Stockholmsförorten Gröndal. Den mixades i Cello Studios i Los Angeles av Doug Boehm och Rob Schnapf. "Hot Night Crash" mastrades av Ted Jensen i Sterling Sound i New York och "Model A" av Håkan Åkesson i Cutting Room i Stockholm. År 2004 utgavs också en promotionsingel i USA.
"Hot Night Crash" tog sig in på Tracks där den låg fem veckor mellan den 22 maj och 19 juni 2004. Första veckan nådde den plats fem, vilken också blev dess högsta placering.

## Låtlista
Alla låtar är skrivna av Maria Andersson och Josephine Forsman med text av Andersson.
1. "Hot Night Crash" – 2:41
2. "Model A"

### Promotionsingel
1. "Hot Night Crash" (albumversion) – 2:41
2. "Hot Night Crash" (Suggested Callout Hook) – 0:10

På promotionsingeln inkluderas också första spåret i MP3-format.